# 岡山県道428号倉敷西環状線
岡山県道428号倉敷西環状線（おかやまけんどう428ごう くらしきにし かんじょうせん）は、岡山県倉敷市を通る一般県道である。

## 概要
倉敷市酒津から広江二丁目に至る。
倉敷市の中心部（水島地区を含む）の外側（西南部）を半環状で各路線に連絡する。路線の前半区間は2車線の高梁川左岸堤防を利用した堤防道路、後半区間は都市計画道路として整備された4車線以上の街路となっている。

### 路線データ
- 起点：倉敷市酒津（酒津交差点、岡山県道24号倉敷清音線交点、岡山県道396号酒津中島線起点）
- 終点：倉敷市広江二丁目（広江一丁目交差点、国道430号交点、岡山県道62号玉野福田線終点）
- 総延長：17.4 km
- 実延長：15.1 km[1]
- 道路管理者：岡山県備中県民局

## 歴史
- 1983年（昭和58年） - 倉敷市中畝三丁目 - 倉敷市東塚三丁目間の緩衝緑地の整備に着手。
- 1987年（昭和62年） - 倉敷市中畝三丁目 - 倉敷市東塚三丁目間の緩衝緑地が「岡山県立都市公園水島緑地」として完成。
- 1996年（平成8年）度 - 都市計画道路3・3・倉301号駅前古城池霞橋線のうち、唯一の未開通区間となっていた倉敷市連島町西之浦 - 倉敷市連島中央五丁目間が県事業として建設に着手。本県道のバイパス道路として事業化[3][4][5]。
- 2008年（平成20年）2月6日 - 15時、倉敷市連島町西之浦 - 倉敷市連島中央5丁目間のバイパス道路のうち、1 kmが部分供用開始[5]。
- 2012年（平成24年）10月5日 - 15時、倉敷市連島町西之浦 - 倉敷市連島中央5丁目間のバイパス道路のうち、残る0.6 kmが供用開始[5]。

## 路線状況
高梁川左岸に沿って走る堤防道路区間にはJR西日本山陽本線の踏切があり、幅員が狭く大型車同士のすれ違いが困難。渋滞することがある。また、堤防道路区間のうち岡山県道396号酒津中島線（倉敷市水江）から国道429号（倉敷市片島町）にかけては、2車線道路であっても車線幅2.75 mかつ外側線なしの狭小車線になっており、ガードレール未設置箇所も多いため、通行には注意を要する。

### バイパス
- 連島町西之浦 - 連島中央五丁目

2012年（平成24年）10月5日に開通した0.6 kmを含む延長約1.6 kmの事業区間。都市計画道路3・3・倉301号駅前古城池霞橋線に指定。この区間における従来区間は、旧藤戸連島街道に並行する通称「連島街道」と呼ばれる道で、幅員が狭小（1.5車線）かつ歩道が未整備の上、大型車の通行が禁止されている箇所が存在。安全で円滑な交通の確保を図るため、1996年（平成8年）度からバイパス整備に着手。同区間のうち1 kmが2008年（平成20年）2月6日15時より、残る0.6 kmは2012年（平成24年）10月5日15時より供用開始。幅員12.0（22.0） m、車道幅員3.0 m×4車線、自転車歩行者道 幅員3.0 m×両側。

### 重複区間
- 岡山県道396号酒津中島線（倉敷市酒津・酒津交差点（起点） - 倉敷市水江）
- 国道429号（倉敷市片島町・片島交差点 - 倉敷市連島町西之浦・霞橋東下交差点）
- 国道430号（倉敷市連島町西之浦・霞橋東下交差点 - 倉敷市連島町西之浦）
- 岡山県道398号水島港唐船線（倉敷市亀島1丁目・亀島交差点 - 倉敷市水島明神町・明神町交差点）

### 道路施設
- 岡山県立都市公園水島緑地

本県道の倉敷市中畝三丁目 - 倉敷市東塚三丁目間にある緑地帯。水島臨海工業地域と住居地域の間に設けられた面積12.0 haの緩衝緑地で、園路や休憩舎等を備え、桜並木（ソメイヨシノ）が約160本あり、隠れた桜名所として知られている。1983年（昭和58年）から1987年（昭和62年）にかけて建設。

## 地理

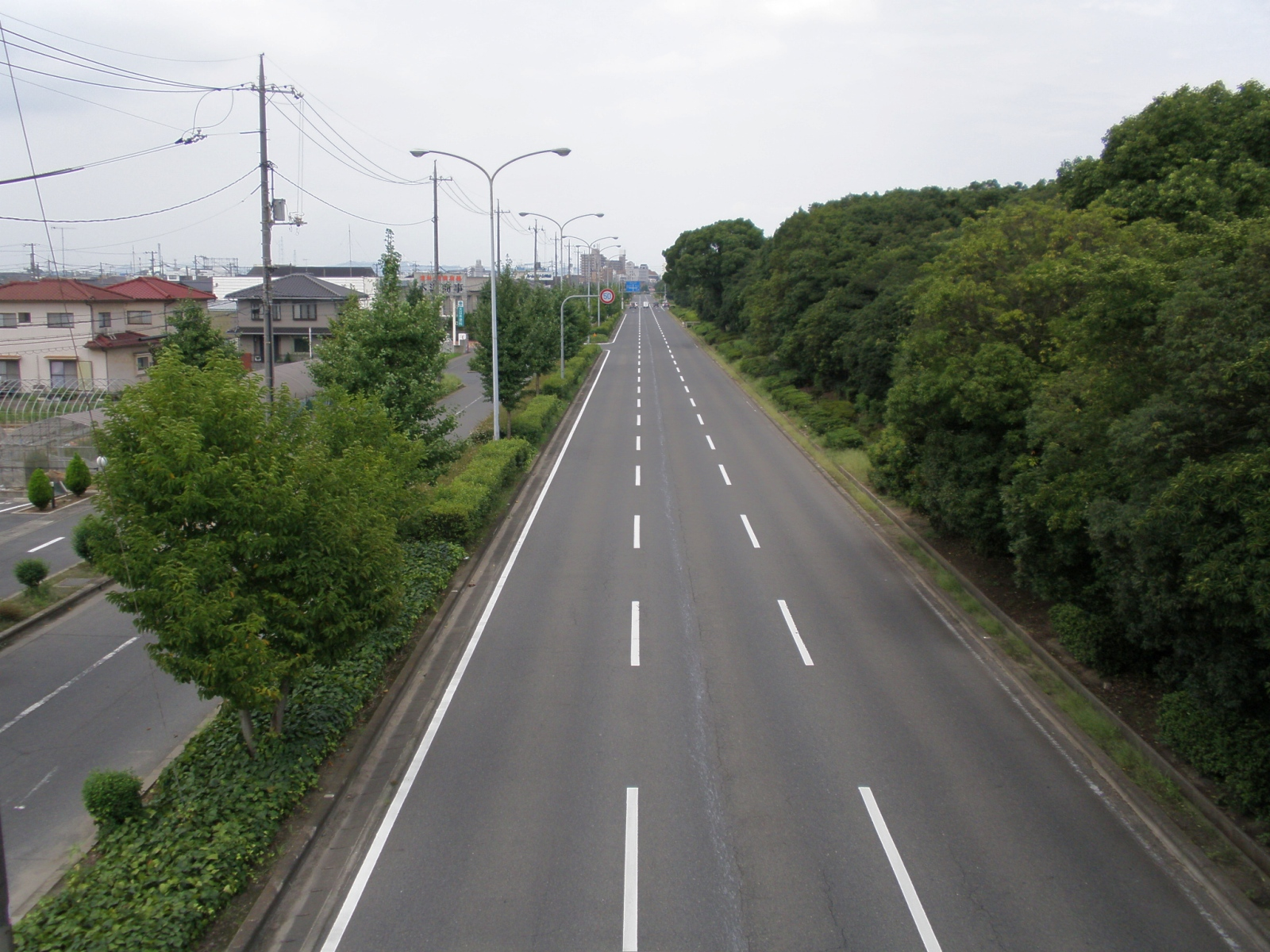
岡山県立都市公園水島緑地区間

### 通過する自治体
- 岡山県
  - 倉敷市

### 交差する道路
| 交差する道路                                                 | 交差する場所   | 交差する場所            |
| ------------------------------------------------------------ | -------------- | ----------------------- |
| 岡山県道24号倉敷清音線 岡山県道396号酒津中島線 重複区間起点  | 酒津           | 酒津交差点 / 起点       |
| 岡山県道396号酒津中島線 重複区間終点                         | 水江           |                         |
| 岡山県道60号倉敷笠岡線                                       | 西阿知町       | 西原船穂橋東交差点      |
| 国道2号 / 玉島バイパス                                       | 片島町         | [ 注釈 1 ]              |
| 国道429号 重複区間起点                                       | 片島町         | 片島交差点              |
| 国道429号 重複区間終点 国道430号 重複区間起点                | 連島町西之浦   | 霞橋東下交差点          |
| 国道430号 重複区間終点                                       | 連島町西之浦   |                         |
| 岡山県道275号藤戸連島線                                      | 連島中央五丁目 | 大梵南交差点            |
| 岡山県道398号水島港唐船線 重複区間起点                       | 亀島1丁目      | 亀島交差点              |
| 岡山県道188号水島港線 岡山県道398号水島港唐船線 重複区間終点 | 水島明神町     | 明神町交差点            |
| 岡山県道274号福田老松線                                      | 東塚5丁目      | 松竹梅南交差点          |
| 国道430号 岡山県道62号玉野福田線                             | 広江二丁目     | 広江一丁目交差点 / 終点 |

### 交差する鉄道
- 山陽本線
- 水島臨海鉄道水島本線

### 沿線
- 高梁川
- 酒津公園
- イオンモール倉敷
- 倉敷芸術科学大学
- 倉敷市立連島中学校
- 倉敷市立第五福田小学校
- 水島臨海鉄道水島本線
  - 常盤駅 - 水島駅
- 倉敷市立第一福田小学校
- ヘルスピア倉敷
- 倉敷市水島緑地福田公園
- ライフパーク倉敷